# Portulaca
Portulaca és un gènere cosmopolita de plantes angiospermes de la família de les portulacàcies.
La verdolaga (Portulaca oleracea) és una planta de fulla comestible, molt apreciada a Grècia. Es pot menjar tant crua com cuinada.

## Taxonomia
Aquest gènere va ser publicat per primer cop l'any 1753 a l'obra Species Plantarum de Carl von Linné (1707-1778).

### Espècies
Dins d'aquest gènere es reconeixen les 150 espècies següents:
- Portulaca africana (Danin & H.G.Baker) Danin
- Portulaca almeviae Ocampo
- Portulaca amilis Speg.
- Portulaca anceps A.Rich.
- Portulaca argentinensis Speg.
- Portulaca aurantiaca Proctor
- Portulaca australis Endl.
- Portulaca bicolor F.Muell.
- Portulaca biloba Urb.
- Portulaca brevifolia Urb.
- Portulaca bulbifera M.G.Gilbert
- Portulaca californica D.Legrand
- Portulaca canariensis Danin & Reyes-Bet.
- Portulaca cardenasiana D.Legrand
- Portulaca caulerpoides Britton & P.Wilson
- Portulaca centrali-africana R.E.Fr.
- Portulaca chacoana D.Legrand
- Portulaca ciferrii Chiov.
- Portulaca clavigera R.Geesink
- Portulaca colombiana D.Legrand
- Portulaca commutata M.G.Gilbert
- Portulaca confertifolia Hauman
- Portulaca conoidea S.M.Phillips
- Portulaca constricta M.G.Gilbert
- Portulaca conzattii P.Wilson
- Portulaca coralloides S.M.Phillips
- Portulaca cryptopetala Speg.
- Portulaca cubensis Britton & P.Wilson
- Portulaca cyclophylla F.Muell.
- Portulaca cypria Danin
- Portulaca daninii Galasso, Banfi & Soldano
- Portulaca decipiens Poelln.
- Portulaca decorticans M.G.Gilbert
- Portulaca dhofarica M.G.Gilbert
- Portulaca diegoi Mattos
- Portulaca digyna F.Muell.
- Portulaca dodomaensis M.G.Gilbert
- Portulaca echinosperma Hauman
- Portulaca edulis Danin & Bagella
- Portulaca elatior Mart. ex Rohrb.
- Portulaca elongata Rusby
- Portulaca eruca Hauman
- Portulaca erythraeae Schweinf.
- Portulaca fascicularis Peter
- Portulaca filifolia F.Muell.
- Portulaca filsonii J.H.Willis
- Portulaca fischeri Pax
- Portulaca foliosa Ker Gawl.
- Portulaca fragilis Poelln.
- Portulaca frieseana Poelln.
- Portulaca fulgens Griseb.
- Portulaca gilliesii Hook.
- Portulaca giuliettiae T.Vieira & A.A.Coelho
- Portulaca goiasensis T.Vieira & A.A.Coelho
- Portulaca gracilis Poelln.
- Portulaca grandiflora Hook. - verdolaga de flor gran[3]
- Portulaca grandis Peter
- Portulaca granulatostellulata (Poelln.) Ricceri & Arrigoni
- Portulaca greenwayi M.G.Gilbert
- Portulaca guanajuatensis Ocampo
- Portulaca halimoides L.
- Portulaca hatschbachii D.Legrand
- Portulaca hereroensis Schinz
- Portulaca heterophylla Peter
- Portulaca hirsutissima Cambess.
- Portulaca hoehnei D.Legrand
- Portulaca howellii (D.Legrand) Eliasson
- Portulaca humilis Peter
- Portulaca impolita (Danin & H.G.Baker) Danin
- Portulaca insignis Steyerm.
- Portulaca intraterranea J.M.Black
- Portulaca johnstonii Henrickson
- Portulaca juliomartinezii Ocampo
- Portulaca kermesina N.E.Br.
- Portulaca kuriensis M.G.Gilbert
- Portulaca lutea Sol. ex G.Forst.
- Portulaca macbridei D.Legrand
- Portulaca macrantha Ricceri & Arrigoni
- Portulaca macrorhiza R.Geesink
- Portulaca macrosperma D.Legrand
- Portulaca masonii D.Legrand
- Portulaca massaica S.M.Phillips
- Portulaca matthewsii Ocampo
- Portulaca mauritiensis Poelln.
- Portulaca mexicana P.Wilson
- Portulaca meyeri D.Legrand
- Portulaca minensis D.Legrand
- Portulaca minuta Correll
- Portulaca molokiniensis Hobdy
- Portulaca monanthoides Lodé
- Portulaca mucronata Link
- Portulaca mucronulata D.Legrand
- Portulaca nicaraguensis (Danin & H.G.Baker) Danin
- Portulaca nitida (Danin & H.G.Baker) Ricceri & Arrigoni
- Portulaca nivea Poelln.
- Portulaca nogalensis Chiov.
- Portulaca oblonga Peter
- Portulaca obtusa Poelln.
- Portulaca obtusifolia D.Legrand
- Portulaca okinawensis E.Walker & Tawada
- Portulaca oleracea L. - verdolaga[3]
- Portulaca oligosperma F.Muell.
- Portulaca olosirwa S.M.Phillips
- Portulaca papillatostellulata (Danin & H.G.Baker) Danin
- Portulaca papulifera D.Legrand
- Portulaca papulosa Schltdl.
- Portulaca perennis R.E.Fr.
- Portulaca peteri Poelln.
- Portulaca philippii I.M.Johnst.
- Portulaca pilosa L.
- Portulaca psammotropha Hance
- Portulaca pusilla Kunth
- Portulaca pygmaea Steyerm.
- Portulaca quadrifida L.
- Portulaca ragonesei D.Legrand
- Portulaca ramosa Peter
- Portulaca rausii Danin
- Portulaca rhodesiana R.A.Dyer & E.A.Bruce
- Portulaca rotundifolia R.E.Fr.
- Portulaca rubricaulis Kunth
- Portulaca rzedowskiana Ocampo
- Portulaca samhaensis A.G.Mill.
- Portulaca samoensis Poelln.
- Portulaca sanctae-martae Poelln.
- Portulaca sardoa Danin, Bagella & Marrosu
- Portulaca saxifragoides Welw. ex Oliv.
- Portulaca sclerocarpa A.Gray
- Portulaca sedifolia N.E.Br.
- Portulaca sedoides Welw. ex Oliv.
- Portulaca sicula Danin, Domina & Raimondo
- Portulaca smallii P.Wilson
- Portulaca socotrana Domina & Raimondo
- Portulaca somalica N.E.Br.
- Portulaca stellulatotuberculata Poelln.
- Portulaca stuhlmannii Poelln.
- Portulaca suffrutescens Engelm.
- Portulaca suffruticosa Wight
- Portulaca sundaensis Poelln.
- Portulaca teretifolia Kunth
- Portulaca thellusonii Lindl.
- Portulaca tingoensis J.F.Macbr.
- Portulaca trianthemoides Bremek.
- Portulaca trituberculata Danin, Domina & Raimondo
- Portulaca tuberculata León
- Portulaca tuberosa Roxb.
- Portulaca umbraticola Kunth
- Portulaca werdermannii Poelln.
- Portulaca wightiana Wall. ex Wight & Arn.
- Portulaca yecorensis Henrickson & T.Van Devender
- Portulaca zaffranii Danin

## Galeria

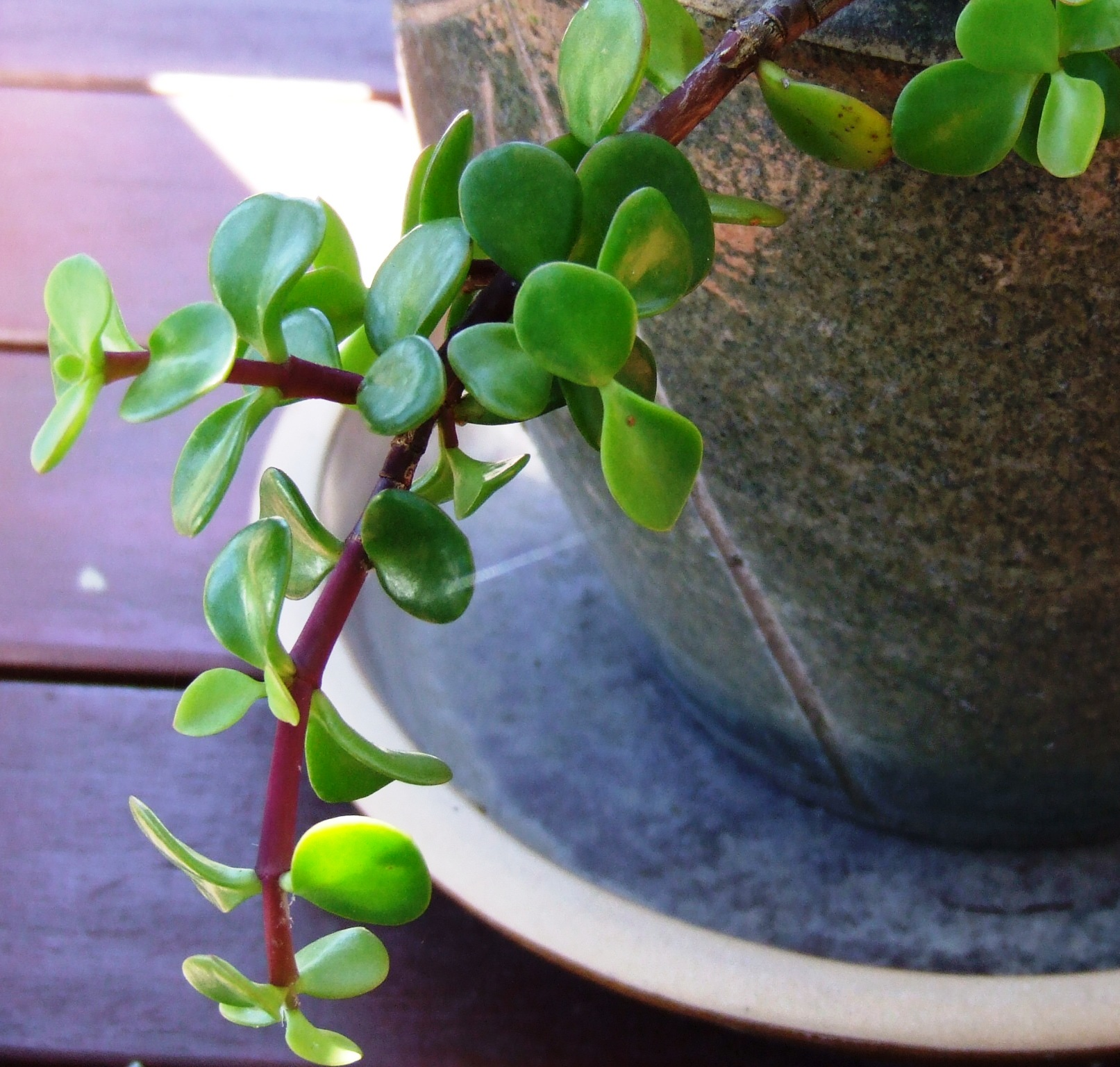
Portulaca afra
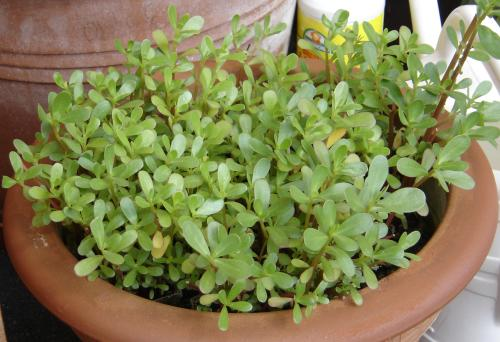
Portulaca sativa; cultivar
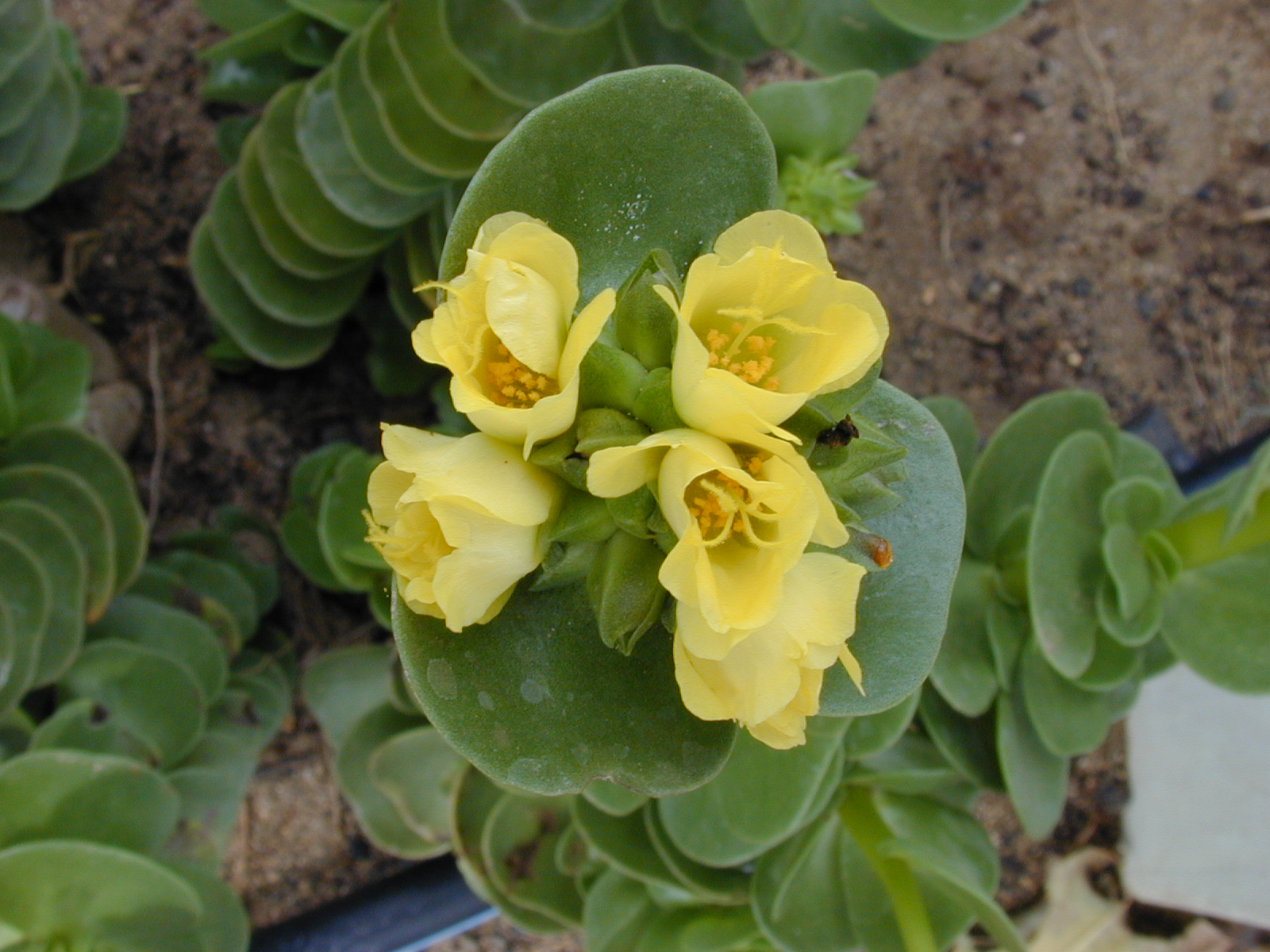
Portulaca molokiniensis
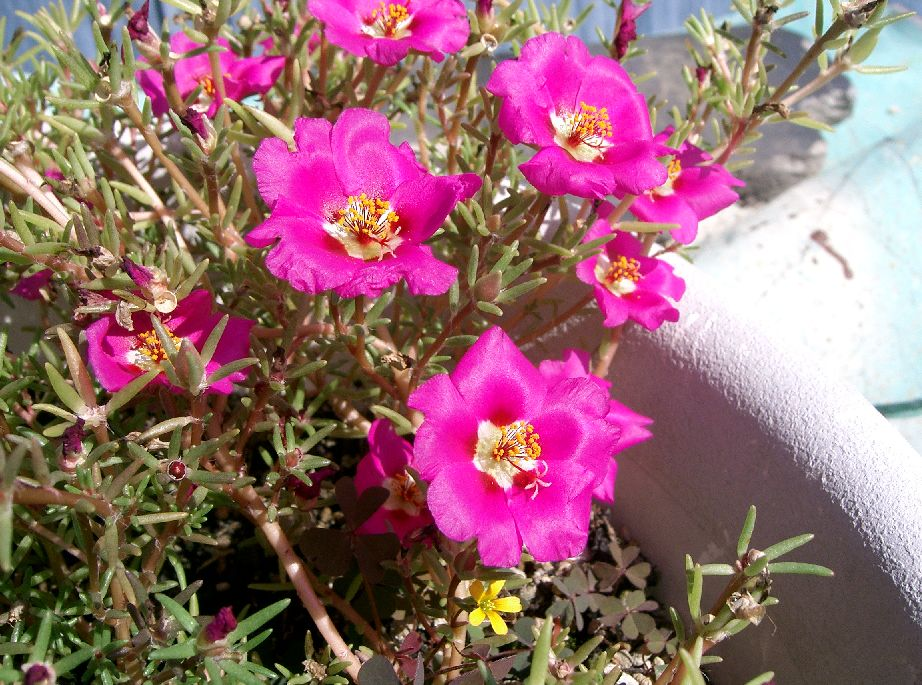
Portulaca grandiflora